# Postala notiser
Postala Notiser var en tidning med inriktning på postala förhållanden i Sverige med utgivning från den 4 december 1875  till  den 31 december 1877.

## Historik
Tidningen redigerades av postexpeditören Gustaf Napoleon Samsioe, vilken den 16 december 1875 erhöll utgivningsbevis för denna tidning, som förlades av Kjellberg & Åström. Tidningen var inriktad på postväsendet och skulle följa postväsendets utveckling, skildra postförhållande återge beslut av generalpoststyrelsen och så vidare.
Tryckningen skedde hos J. W. Holm från 1875 till 5 augusti 1876 därefter hos  Aktiebolaget Forsete  från 12 augusti 1876 till 11 augusti 1877  och slutligen hos Nya Tryckeri Aktiebolaget till tidningens upphörande. Antikva var enda typsnitt som användes.
Tidningen kom ut en dag i veckan lördagar med 4 sidor i kvartoformat och 2 spalter format 21,5 x  16cm. Prenumeration kostade  6 kronor.